# 국립국악고등학교
국립국악고등학교(國立國樂高等學校)는 대한민국 서울특별시 강남구 개포동에 있는 강남 8학군 국립 고등학교이다.

## 학교 연혁
- 1954년 10월 1일 : 국악사양성소 규정 공포(문교부령 제38호)
- 1954년 10월 1일 : 초대 소장 소남(召南) 이주환(李珠煥) 선생 취임
- 1955년 4월 1일 : 국악사양성소 개소(종로구 운니동 98)
- 1961년 11월 22일 : 문교부에서 문화공보부 소속으로 이관(문공보부령 제5호)
- 1967년 12월 29일 : 중구 장충동 2가 산 14의 67로 교사 이전
- 1972년 7월 11일 : 국립학교 설치령 중 개정령 공포(대통령령 제6279호)
- 1972년 9월 5일 : 초대 교장 성경린 선생 취임
- 1972년 9월 9일 : 국립국악고등학교 개교
- 1973년 9월 22일 : 제1회 목멱예술제(본교 강당)
- 1991년 12월 16일 : 강남구 포이동 272번지로 교사 이전
- 1992년 6월 24일 : 특수목적고등학교로 지정(교육부 고시 1992-10호)
- 2004년 11월 5일 : 국악교육정보관 개관식
- 2015년 10월 20일 : 국립국악고등학교로 교명 변경
- 2021년 2월 4일 : 제61회 졸업(남 27명, 여 121명 계 148명)
- 2022년 3월 1일 : 제9대 모정미 교장 취임

## 설치 학과
- 무용과
- 국악과

## 참고 자료
- 국립국악고등학교 - 한국교육학술정보원 학교알리미